# Réseau de transport de la Capitale
Pour les articles homonymes, voir RTC.
Le Réseau de transport de la Capitale (RTC), est la société de transport en commun de la ville de Québec et de son agglomération.
Légalement désigné « Société de transport de Québec », le RTC puise ses origines dans la première ligne de transport en commun en 1865 et sa création dans le premier réseau de transport en commun public mis sur pied en 1969. Son réseau est aujourd'hui constitué de 134 parcours d'autobus. D'ici 2028, elle aura également le mandat d'exploiter une ligne de tramway de 19,3 km.

## Histoire

### Débuts du transport en commun à Québec

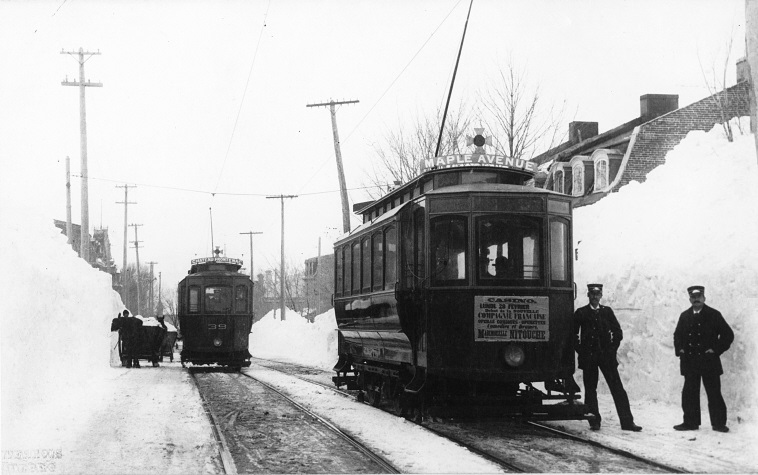
Tramway sur l'avenue des Érables en 1898.

Avant l'autobus, le transport en commun dans la ville était assuré par le tramway de la Quebec Railway, Light & Power, d'abord hippomobile en 1863 puis électrique en 1897. Le réseau ferré reliait la haute et la basse-ville, respectivement jusqu'aux rues des Érables et de l'Aqueduc vers l'ouest. Il est prolongé en 1910 jusqu'à Sillery via le boulevard Saint-Cyrille (devenu René-Lévesque) et la rue Sheppard, jusqu'à l'avenue Maguire. En 1912, une ligne est établie à Beauport reliant son arrondissement historique jusqu'au manoir Kent House des hauteurs des Chute-Montmorency. Les wagons seront remplacés par des autobus à partir de 1937 et le réseau de transport en commun de Québec sera complètement convertit en 1948 après la fermeture de la ligne du quartier Saint-Sauveur.

### Période contemporaine
La société de transport public tel qu'on la connaît aujourd'hui voit le jour le 23 décembre 1969, avec la sanction de la Loi de la Communauté urbaine de Québec. Elle prend le nom de Commission de transport de la Communauté urbaine de Québec (CTCUQ). Durant son existence, la CTCUQ tentera d'améliorer le transport en commun à Québec de plusieurs manières : création de voies réservées sur certaines artères en 1975, premier parcours à arrêts limités en 1976, des parcours express à partir de 1977 puis l'implantation des Parc-O-Bus en 1980. C'est aussi durant les années 1970 que la société fait l'acquisition de nombreuses compagnies d'autobus privés et qu'elle uniformise les tarifs sur tout le territoire de Québec.

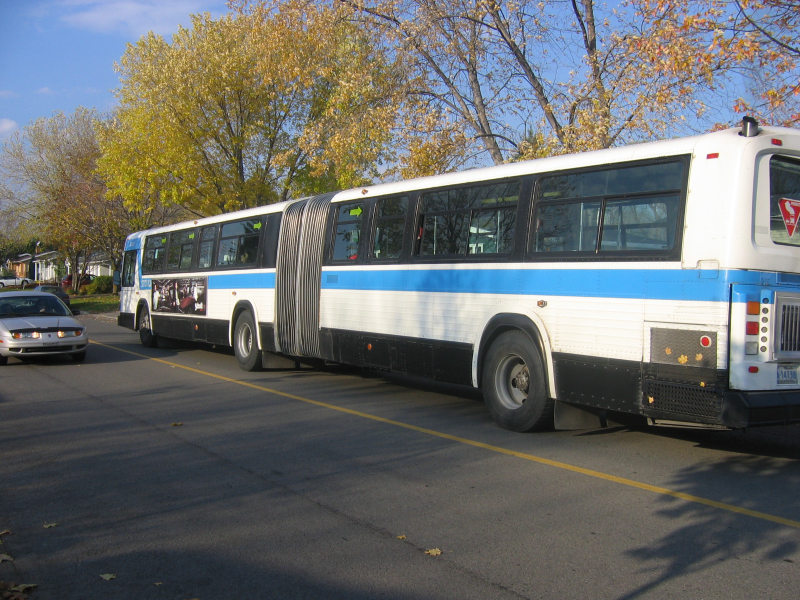
Autobus articulé aux couleurs de la STCUQ en 2005

Après des années plus difficiles dans le transport en commun, l'entreprise entame le 17 août 1992 une réorganisation majeure de ses services par la mise en œuvre d'un plan de relance. Ce plan comporte notamment la mise en place du Métrobus, du service Couche-tard, de nouvelles voies réservées et d'une restauration du réseau de base. En 1994, la CTCUQ devient la Société de transport de la Communauté urbaine de Québec (STCUQ). En 2002, à la suite des réorganisations municipales québécoises, elle devient, temporairement, la Société de transport de Québec et, finalement, le Réseau de transport de la Capitale. Depuis le début des années 2000, le RTC connaît des hausses spectaculaires de son achalandage pour atteindre 41,3 millions de passages en 2007. En 2008, la population de Québec profite de l'implantation d'un service de navette assuré par des minibus électriques non polluants et silencieux nommé Écolobus. De plus, les usagers utilisent dès lors la carte Opus pour faire valider leur titre de transport à bord des autobus. En 2010, les parcours Métrobus 800 et 801 deviennent entièrement desservis par des autobus articulés. Le Métrobus 802 suivit à la fin de l'année 2014.
Au cours des années 2012 à 2015, le RTC acquiert une centaine de véhicules hybrides. D'autre part, il implante un système d'aide à l'exploitation information voyageur par localisation GPS de ses autobus. Le réseau enregistre 44,3 millions de passagers par année avec l'augmentation annuelle la plus grande au Canada.

### Informatisation du réseau
Le système d'aide à l’exploitation et d'information aux voyageurs (SAEIV) commercialisé sous le nom de RTC Nomade est un projet d'informatisation du réseau d'autobus étalé sur 10 ans qui s'achèvera en 2017. Le projet a pour but d'améliorer l'expérience utilisateur en fournissant des informations en direct de l'état du réseau à ses utilisateurs afin qu'ils puissent mieux adapter leur déplacement.

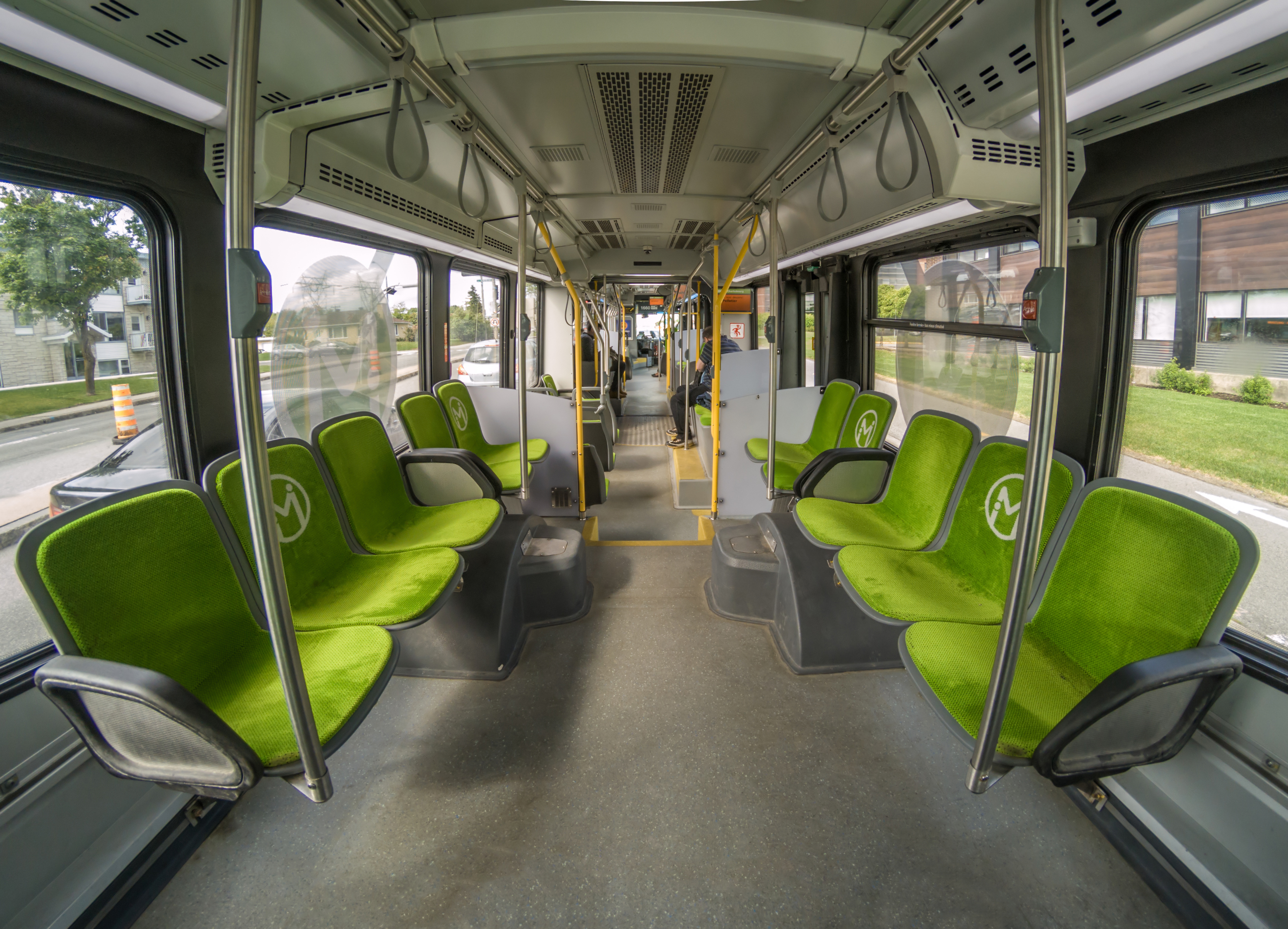
Intérieur d'un Métrobus avec écrans d'informations

Une fois la mise en œuvre terminée, les utilisateurs pourront s'informer de la position de tous les autobus en direct depuis une nouvelle application mobile, un site internet, des écrans d'information (1 par autobus régulier et 2 par autobus articulé) ainsi que des annonces sonores à l'intérieur comme à l'extérieur de tous les autobus, des bornes d'informations offrant une annonce sonore des parcours sur demande ainsi que sur des grands écrans placés dans les stations tempérées.

### Conflits et grèves
La population de la région de Québec a vécu plusieurs conflits et grèves qui ont limité ou paralysé les services de transport par le biais des entreprises et des sociétés de transport.
Québec Railway, LIght and Power
- 1916 : Grève du 30 août au 31 août : services réduits[9].

Québec Power
- 1949 : Grève des employés d'entretien du 9 au 17 septembre[10]

Québec-Autobus
- 1968 : Grève des employés de Québec-Autobus du 11 au 16 mai[11]

CTCUQ - STCUQ - RTC
- 1971 : Grève des chauffeurs et des mécaniciens du 28 juin au 23 juillet : aucun service[12].
- 1974 : Grève des chauffeurs du 9 mars au 28 avril - aucun service[13].
- 1976 : Débrayage des chauffeurs du 14 avril : aucun service[14]
- 1976 : Grève des employés de bureau et d'entretien du 8 juillet au 17 août : aucun service[15]
- 1977 : Débrayage des chauffeurs les 17-18 mars : aucun service[16]
- 1979 : Grève des chauffeurs du 29 janvier au 6 octobre : aucun service[17].
- 1980 : Débrayage des chauffeurs du transport adapté du 11 novembre : aucun service[18]
- 1980-1981 : Débrayage des chauffeurs du transport adapté du 31 décembre au 6 janvier : aucun service[19]
- 1981-1982 : Grève des chauffeurs du transport adapté du 16 décembre au 25 mars : service continué[20]
- 1982 : Grève des chauffeurs du 23 octobre au 7 novembre : aucun service[21]
- 1994-1995 : Grève des chauffeurs du 29 octobre 1994 au 29 janvier : 94 jours - Services essentiels[22].
- 1999 : Grève des chauffeurs du 07 janvier : 3 heures[23]
- 2000 : Grève des employés d'entretien du 4 novembre au 18 décembre 2000 : services réduits[24]
- 2004 : Grève des chauffeurs du 23 octobre au 2 novembre : aucun service les 23-24 octobre et services essentiels le reste du conflit[25].
- 2023 : Grève des chauffeurs du 1er au 5 juillet : aucun service[26],[27].
- 2025 : 
  - Grève des employés d'entretien du 22 au 23 mai : aucun service. Retour du service complet le 24 mai à midi[28],[29].
  - Grève des employés d'entretien du 04 juillet au 13 juillet : aucun service [30] pendant le Festival d'été de Québec[31]. Retour du service complet le 14 juillet a midi[32].

## Services
| Bus         |  | |
|             |  | Ce service régulier regroupe les parcours 1 à 185 qui desservent les secteurs commerciaux et résidentiels de Québec. Ceux-ci sont généralement en service tous les jours (sauf les parcours 9, 22, 29, 33, 56 et 88 qui sont des parcours de parcs industriels et qui ne sont pas en service les fins de semaine, ainsi que le parcours 65 qui n'est pas en service durant la fin de semaine). Les parcours à arrêts limités (série 100) sont en service du lundi au vendredi en période de pointe. |
| Métrobus    |  | |
|             |  | Ce service regroupe la série 800 qui sont des parcours à haute fréquence desservis en partie par des autobus articulés circulant sur les grandes artères de la ville, généralement sur des voies réservées, sept jours sur sept, et même les jours fériés. |
| Express     |  | |
|             |  | Ce service regroupe les parcours 214 à 584 qui relient les différents secteurs résidentiels et certains terminus vers l'arrondissement de La Cité–Limoilou (série 200) et de l'arrondissement de Sainte-Foy–Sillery–Cap-Rouge (la série 300 pour les campus gouvernementaux, collégiaux et universitaire, puis la série 500 pour Laurier et De l'Église). Les parcours Express sont généralement en service lors de la pointe du matin et de l'après-midi, du lundi au vendredi. De plus, certains de ces parcours Express circulent en matinée, sur l'heure du dîner, en après-midi, et en soirée. Depuis 2008, la ville se dote de nouvelles voies réservées sur les autoroutes Dufferin-Montmorency (440), Félix-Leclerc (40) et Robert-Bourassa (740). Des projets proposent une voie réservée sur Henri-IV (73)[réf. nécessaire]. |
| Couche-tard |  | |
|             |  | Ce service regroupe la série 900. Ces parcours circulent durant la nuit, les vendredis et samedis soir. |

Généralement, le service est réduit lors de la période estivale. Par exemple, en 2025, 6% des départs sont annulés.

### Autres services
- Les parc-O-Bus sont des terrains de stationnement où les automobilistes peuvent garer gratuitement leur véhicule pour ensuite prendre l'autobus à proximité.
- Le service de transport adapté de la Capitale (STAC) permet aux personnes handicapées de se déplacer lorsqu'elles ne peuvent utiliser le réseau régulier.
- Le taxibus est un service de taxis sur appel pour se rendre à l'arrêt d'autobus le plus proche pour les sections de la ville plus éloignées et non desservies par le transport régulier.
- Le flexibus[34] est un service de transport en commun sur demande actif dans les territoires moins desservis par le réseau.
- L'abonne-bus est un service de paiement automatisé par carte de crédit ou prélèvement bancaire évitant les déplacements pour le chargement des titres.
- àVélo est un service de vélopartage à assistance électrique, exploité par Capitale Mobilité, filiale du RTC, qui permet d'effectuer de courts déplacements utilitaires dans la ville[35].

### Activités
Le réseau de transport de la Capitale organise diverses activités annuellement sur son réseau :
- Pendant la Journée internationale du Théâtre, des comédiens montent à bord des autobus pour animer ces derniers. Ils offrent des performances théâtrales sur les principaux parcours.
- Par l'entremise d'usagers réguliers, certains parcours Express possèdent leur propre évènement pour faire connaissance et ainsi, nouer des amitiés et rendre le parcours un peu plus vivant et créée un lien d'appartenance.
- Journée « En ville sans ma voiture », à la fin de septembre.

## Tarification

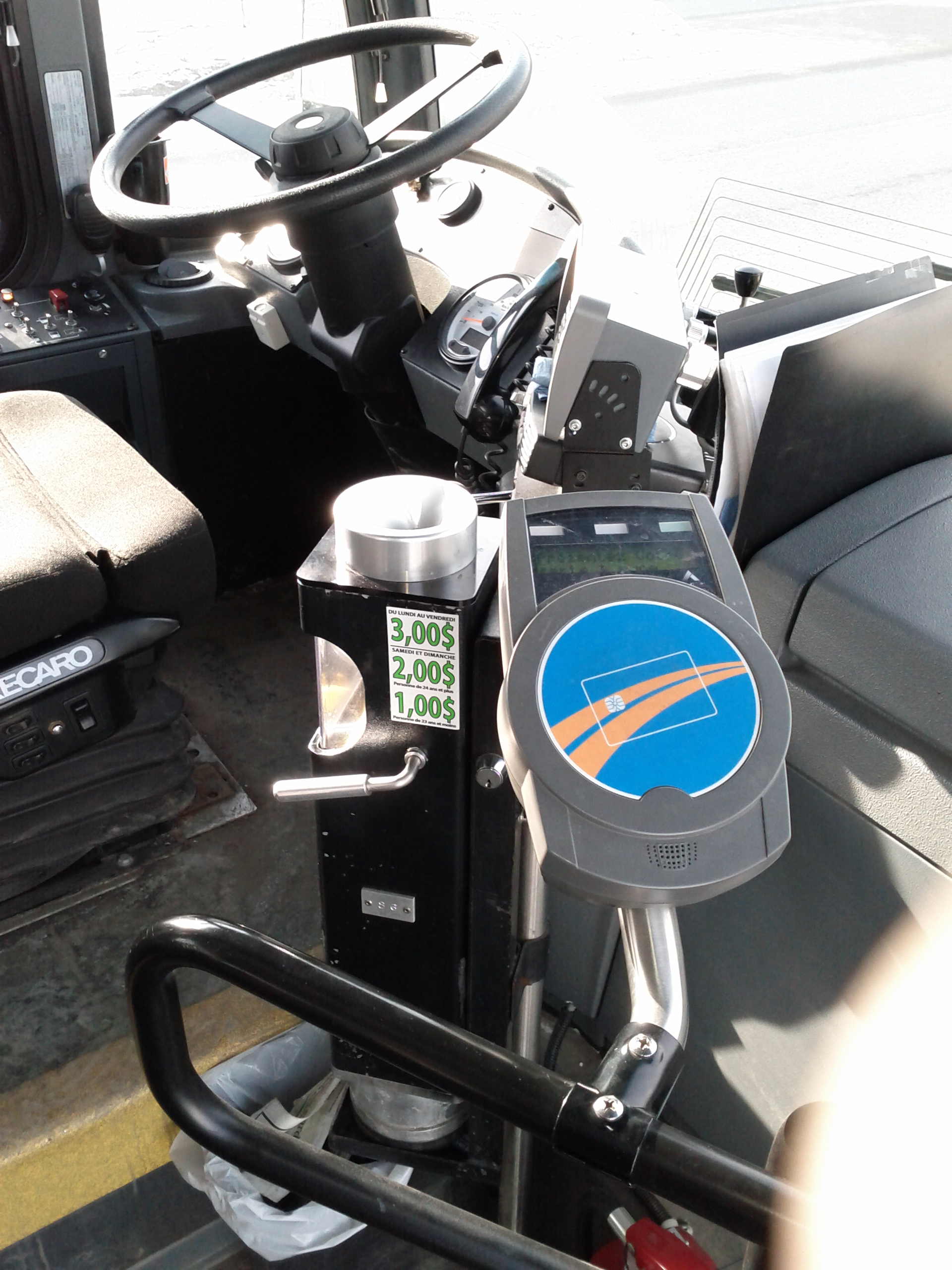
Lecteur de carte Opus à bord des autobus

Les tarifs sont intégrés pour le réseau d'autobus du RTC ainsi que pour le Service de transport adapté de la Capitale. Depuis le 5 juillet 2010, le réseau fonctionne entièrement avec la carte Opus, une carte à puce rechargeable permettant d'encoder les titres de transport comme les abonnements mensuels (régulier ou métropolitain, qui permet de voyager dans les autobus du RTC et de la Société de transport de Lévis) ou les billets d'autobus (passage unique). Les tarifs dépendent des catégories d'utilisateur.
| Modes de paiement                                                    | 2010   | 2011   | 2012   | 2013         | 2014         | 2015         | 2016*  | 2017*  | 2018*  | 2019   |
| -------------------------------------------------------------------- | ------ | ------ | ------ | ------------ | ------------ | ------------ | ------ | ------ | ------ | ------ |
| Général                                                              |        |        |        |              |              |              |        |        |        |        |
| Abonnement mensuel                                                   | 73,10  | 74,75  | 76,75  | 79,25        | 81,25        | 84,00        | 85,60  | 87,50  | 88,50  | 89,50  |
| Abonnement Métropolitain mensuel                                     | 108,90 | 111,25 | 114,60 | 120,00       | 122,00       | 125,55       | 128,50 | 134,65 | 137,90 | 141,20 |
| 7 jours                                                              | -      | 25,50  | 26,00  | 27,50        | 28,50        | -            |        |        |        |        |
| 5 jours (lun-ven)                                                    | -      | -      | -      | -            | -            | 28,25        | 28,50  | 29,00  | 29,50  | 30,00  |
| Fin de semaine, du vendredi 17h30 au dimanche soir (toute catégorie) |        |        |        |              |              |              | 15,00  | 15,50  | 15,75  | 16,00  |
| Billet                                                               | 2,50   | 2,55   | 2,65   | 2,75         | 2,85         | 2,90         | 2,95   | 3,00   | 3,05   | 3,10   |
| Monnaie (toute catégorie)                                            | 2,60   | 2,75   | 3,00   | 3,00         | 3,25         | 3,25         | 3,50   | 3,50   | 3,50   | 3,50   |
|                                                                      |        |        |        |              |              |              |        |        |        |        |
| Étudiant plus                                                        |        |        |        |              |              |              |        |        |        |        |
| Abonnement mensuel                                                   | 49,05  | 50,25  | 51,50  | 53,00        | 54,25        | 56,00        | 57,00  | 58,00  | 58,80  | 59,80  |
| Abonnement Métropolitain mensuel                                     | 87,85  | 89,70  | 92,80  | 97,25        | 99,00        | 101,70       | 104,50 | 106,50 | 107,25 | 108,25 |
| 7 jours                                                              | -      | 18,00  | 18,50  | 18,50        | 19,50        | -            |        |        |        |        |
| 5 jours (lun-ven)                                                    | -      | -      | -      | -            | -            | 19,25        | 21,50  | 24,00  | 24,50  | 25,00  |
| Billet                                                               | 2,50   | 2,55   | 2,65   | 2,75         | 2,85         | 2,90         | 2,95   | 3,00   | 3,05   | 3,10   |
|                                                                      |        |        |        |              |              |              |        |        |        |        |
| 18 ans et moins                                                      |        |        |        |              |              |              |        |        |        |        |
| Abonnement mensuel                                                   | 49,05  | 50,25  | 51,50  | 53,00        | 54,25        | 56,00        | 57,00  | 58,00  | 58,80  | 59,80  |
| Abonnement Métropolitain mensuel                                     | 87,85  | 89,70  | 92,80  | 97,25        | 99,00        | 101,70       | 104,50 | 106,50 | 107,25 | 108,25 |
| 7 jours                                                              | -      | 18,00  | 18,50  | 18,50        | 19,50        | -            |        |        |        |        |
| 5 jours (lun-ven)                                                    | -      | -      | -      | -            | -            | 19,25        | 21,50  | 24,00  | 24,50  | 25,00  |
| Billet                                                               | 1,75   | 1,80   | 1,85   | 1,85         | 1,95         | 2,00         | 2,25   | 2,50   | 2,55   | 2,60   |
|                                                                      |        |        |        |              |              |              |        |        |        |        |
| Aîné                                                                 |        |        |        |              |              |              |        |        |        |        |
| Abonnement mensuel                                                   | 33,65  | 34,50  | 35,50  | 39,50        | 42,00        | 47,00        | 52,00  | 54,50  | 56,15  | 57,80  |
| Abonnement Métropolitain mensuel                                     | 69,15  | 70,65  | 73,25  | 77,25        | 80,25        | 84,50        | 89,00  | 93,95  | 96,80  | 99,70  |
| Laissez-passer 7 jours                                               | -      | 18,00  | 18,50  | 18,50        | 19,50        | -            |        |        |        |        |
| 5 jours                                                              | -      | -      | -      | -            | -            | 19,25        | 21,50  | 24,00  | 24,50  | 25,00  |
| Billet                                                               | 1,75   | 1,80   | 1,85   | 1,85         | 1,95         | 2,00         | 2,25   | 2,50   | 2,55   | 2,60   |
|                                                                      |        |        |        |              |              |              |        |        |        |        |
| Parcours 21                                                          | 1,00   | 1,00   | 1,00   | 2,00         | 2,00         | 2,00         |        |        |        |        |
| Laissez-passer 1 jour                                                | 6,70   | 6,85   | 7,00   | 7,25         | 7,25         | 8,00         | 8,50   | 8,50   |        |        |
| Laissez-passer 2 jours                                               | -      | 11,25  | 11,50  | 13,00        | 13,00        | -            |        |        |        |        |
| Laissez-passer ÉtéBus                                                | -      | 70,25  | 72,50  | 74,00        | 76,00        | -            |        |        |        |        |
| Carte Opus                                                           | 6,00   | 6,00   | 6,00   | 6,00 à 15,00 | 6,00 à 15,00 | 6,00 à 15,00 |        |        |        |        |
| Carte L'Occasionnelle                                                |        |        |        |              |              |              |        |        |        |        |

- tarif en vigueur à partir du 1er juillet.

### Catégories d'utilisateur
- Général
- Aîné : Personne de 65 ans et plus
- 18 ans et moins : Personne de 18 ans et moins
- Étudiant plus : Personne de 19 ans ou plus qui étudie à temps plein dans un programme d'enseignement
- Enfant : 5 ans et moins, le service est gratuit

## Infrastructures
- L'administration du RTC est situé sur la rue des Rocailles dans le quartier Neuchâtel-Est-Lebourgneuf de l'arrondissement des Rivières, à Québec.

- Un garage est situé dans le parc industriel Armand-Viau. Ce garage sert à l'entretien des nouveaux autobus NovaBus LFS Artic, des autobus articulés. Ces autobus circulent sur le parcours Métrobus 800, 801, 802, 804, 807 et sont caractérisés par le « M » stylisé du métrobus et est couleur verte et grise.

### Terminus
Des terminus d'autobus sont implantés à travers la ville pour la correspondance entre des circuits. Ces terminus sont situés à Place D'Youville, Marly, Les Saules, Galeries de la Capitale, Gare du Palais Beauport, Charlesbourg, de la Faune, La Cimenterie, Chute-Montmorency, ExpoCité (événementiel), Pie-XII

## Flotte
Flotte active
- Nova LFS HEV (2010, 2015-2016)
- Nova LFS Artic (2009-2012)
- Nova LFS Artic HEV (2016)
- Nova LFS (2002-2013)
- Van Hool A330K (2019-...)

Flotte retirée
- GM New Look (1959-1985)
- MCI Classic Gray Line (1983-1986-1988-1989)
- MCI Classic Articulé (1992) (TC60102N)
- MCI Classic (1990-1992) (TC40102N)
- GM Classic (1983-1986) (TC40102N)
- Nova LFS (1996, 1998, 1999-2001)
- Nova Bus Classic (1994-1996) (TC40-102N)
- Tecnobus Gulliver (2008)
- Orion II (1994)

Démonstrateurs
- Novabus LFS Artic (Hiver 2008). Ce véhicule articulé était à l'essai par le RTC. Le RTC a acheté 62 de ces véhicules entre 2009 et 2011.
- TecnoBus Gulliver (2007). Ce véhicule a servi à faire des essais dans le Vieux-Québec pour l'exploitation de micro bus électriques; 7 autres véhicules sont en service pendant l'été 2008. Ces appareils ne sont plus en service.

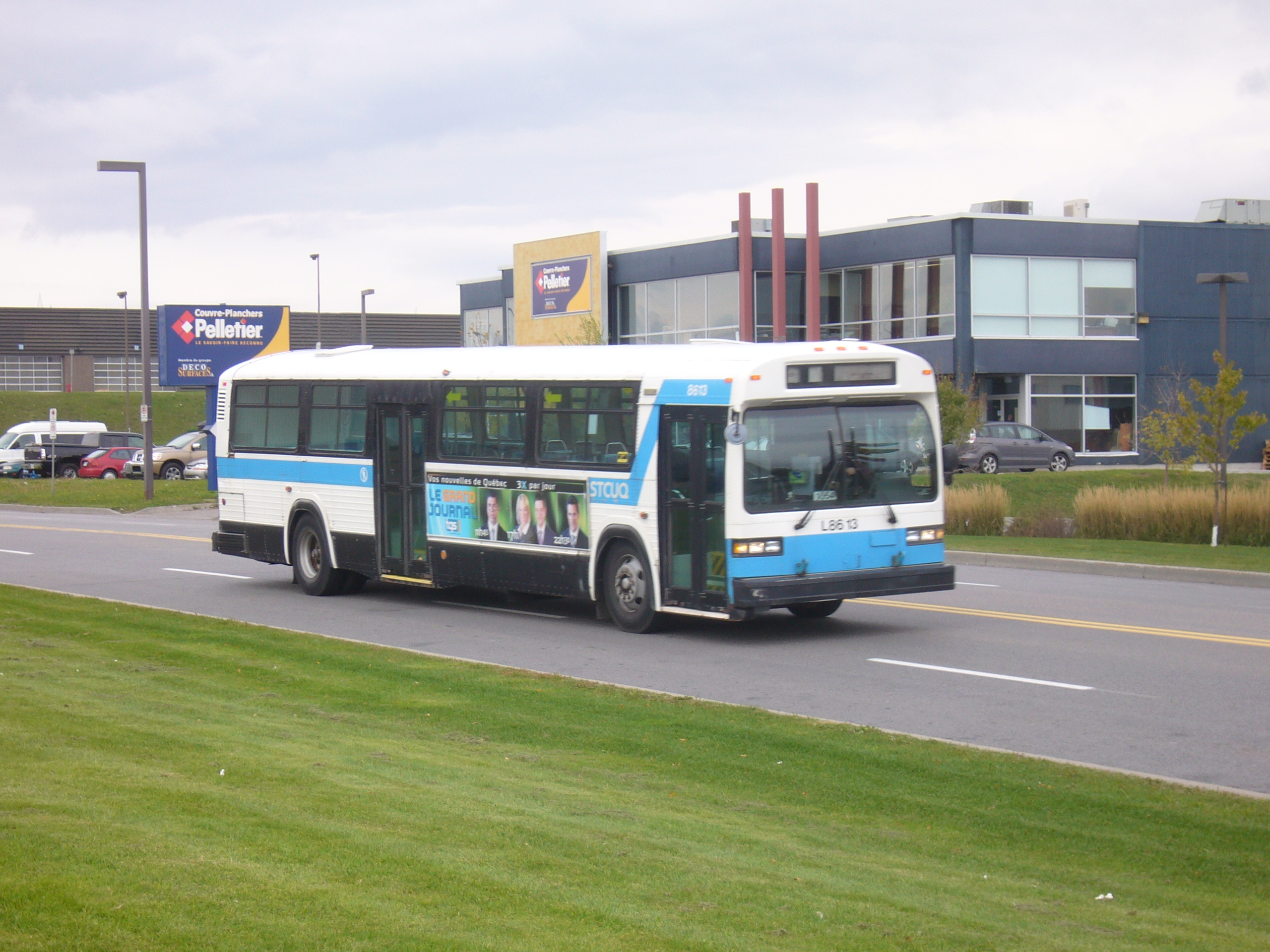
Véhicule GM CLASSIC 1986 dans les anciennes couleurs du RTC avant 2002 (Société de transport de la communauté urbaine de Québec)
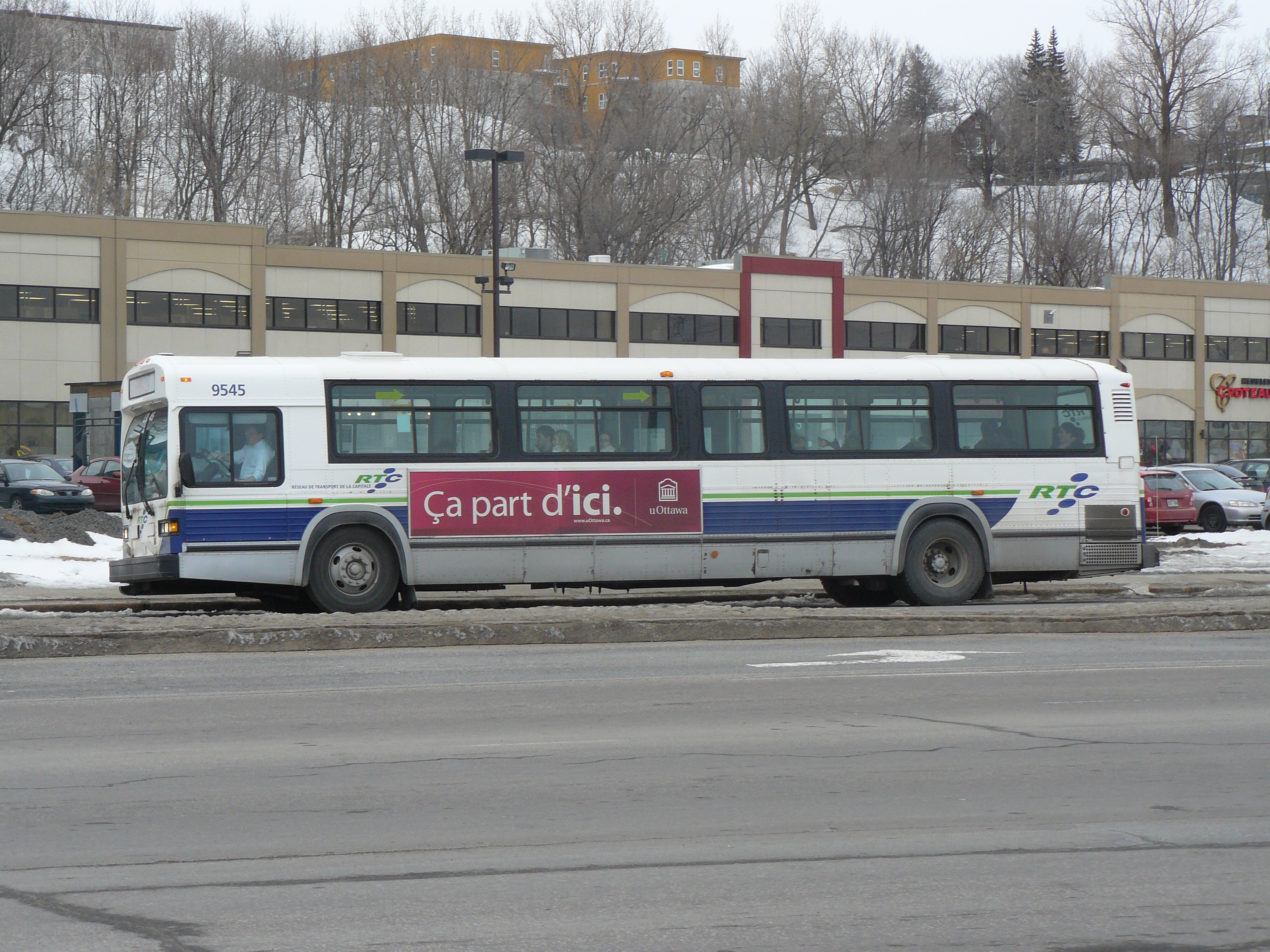
Véhicule NovaBus CLASSIC 1995 dans les couleurs actuelles du RTC
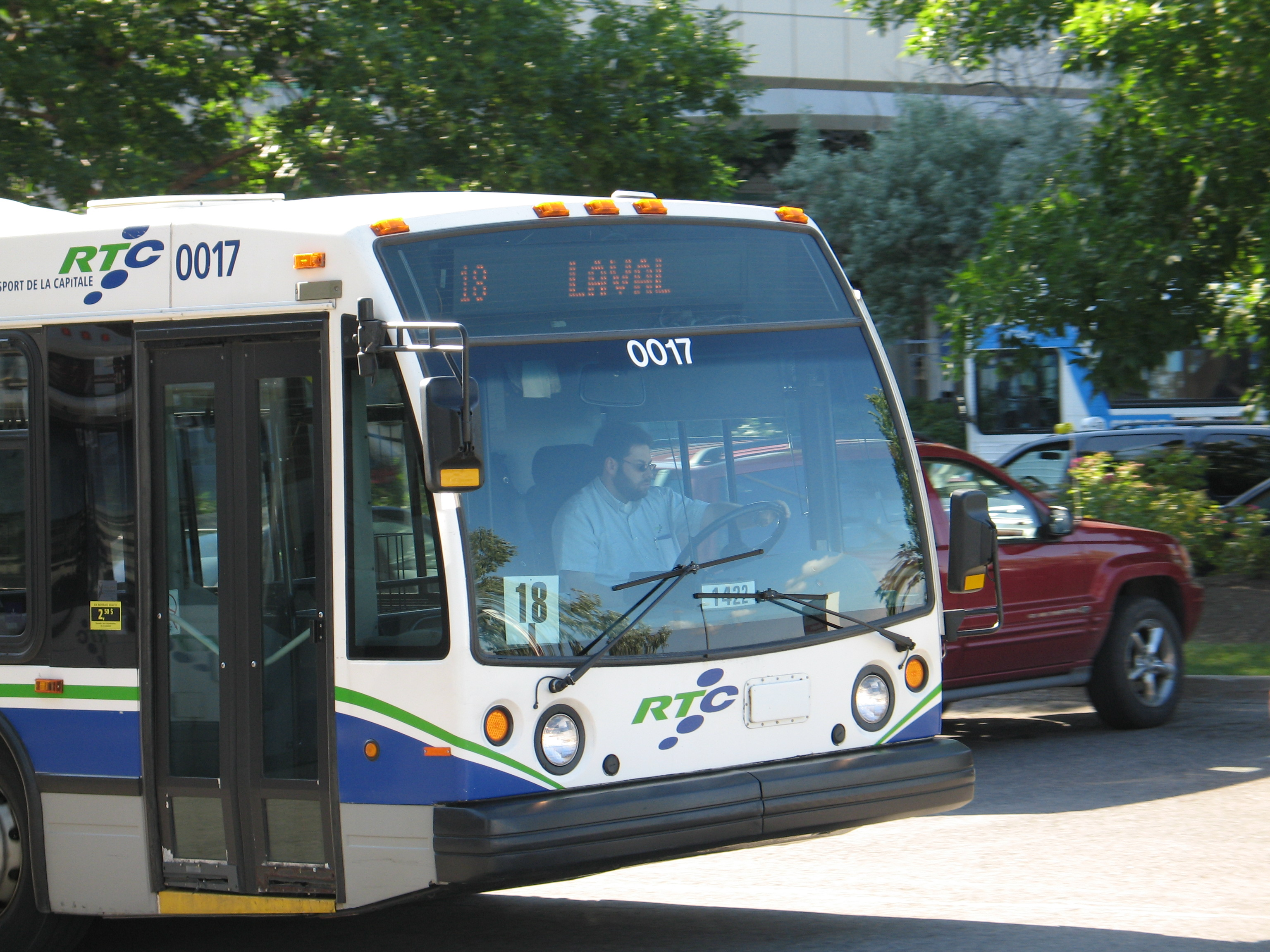
Véhicule Nova LFS 2000 dans les couleurs du RTC (1996-...)
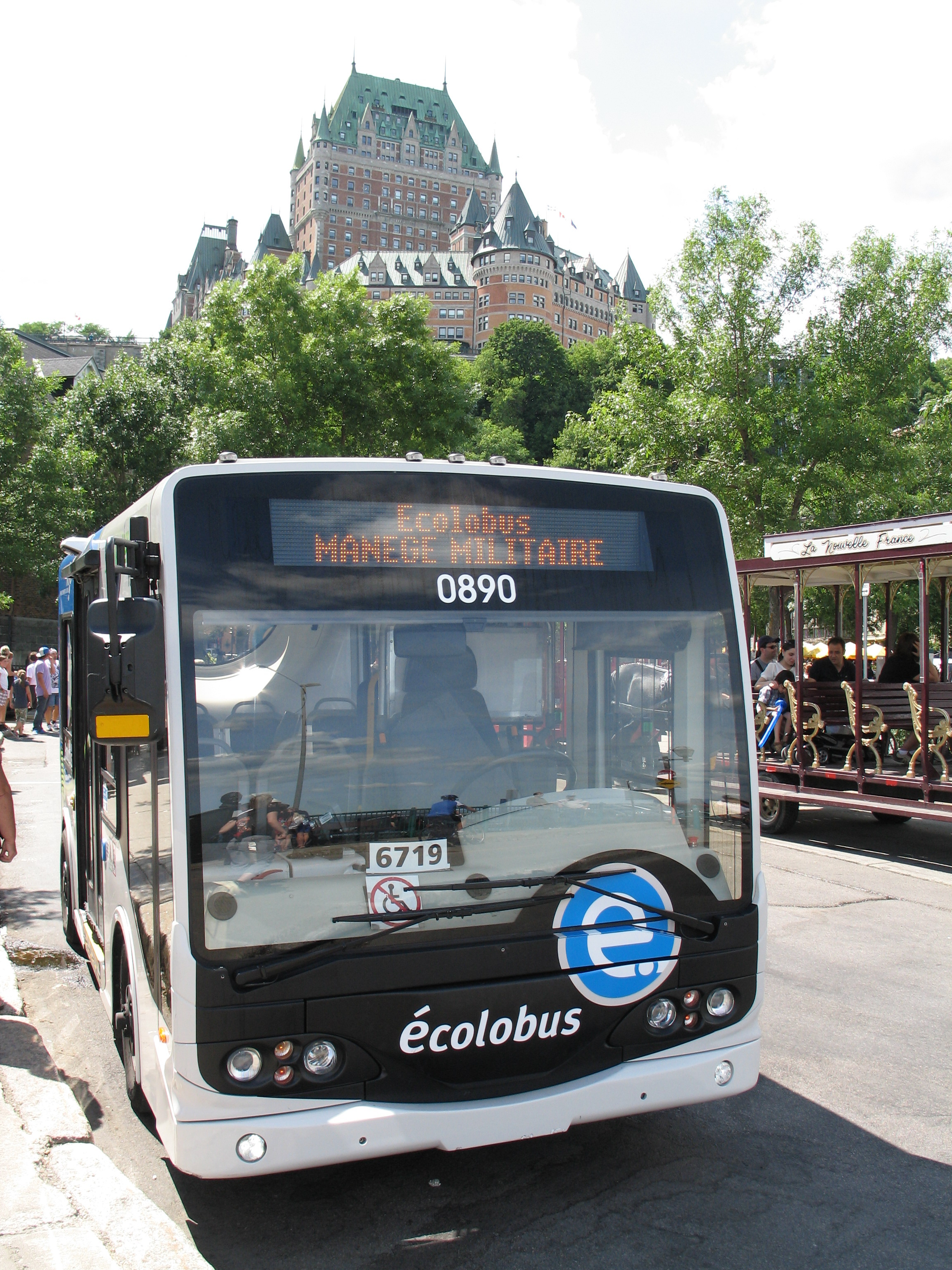
TechnoBus Gulliver Microbus (2008)
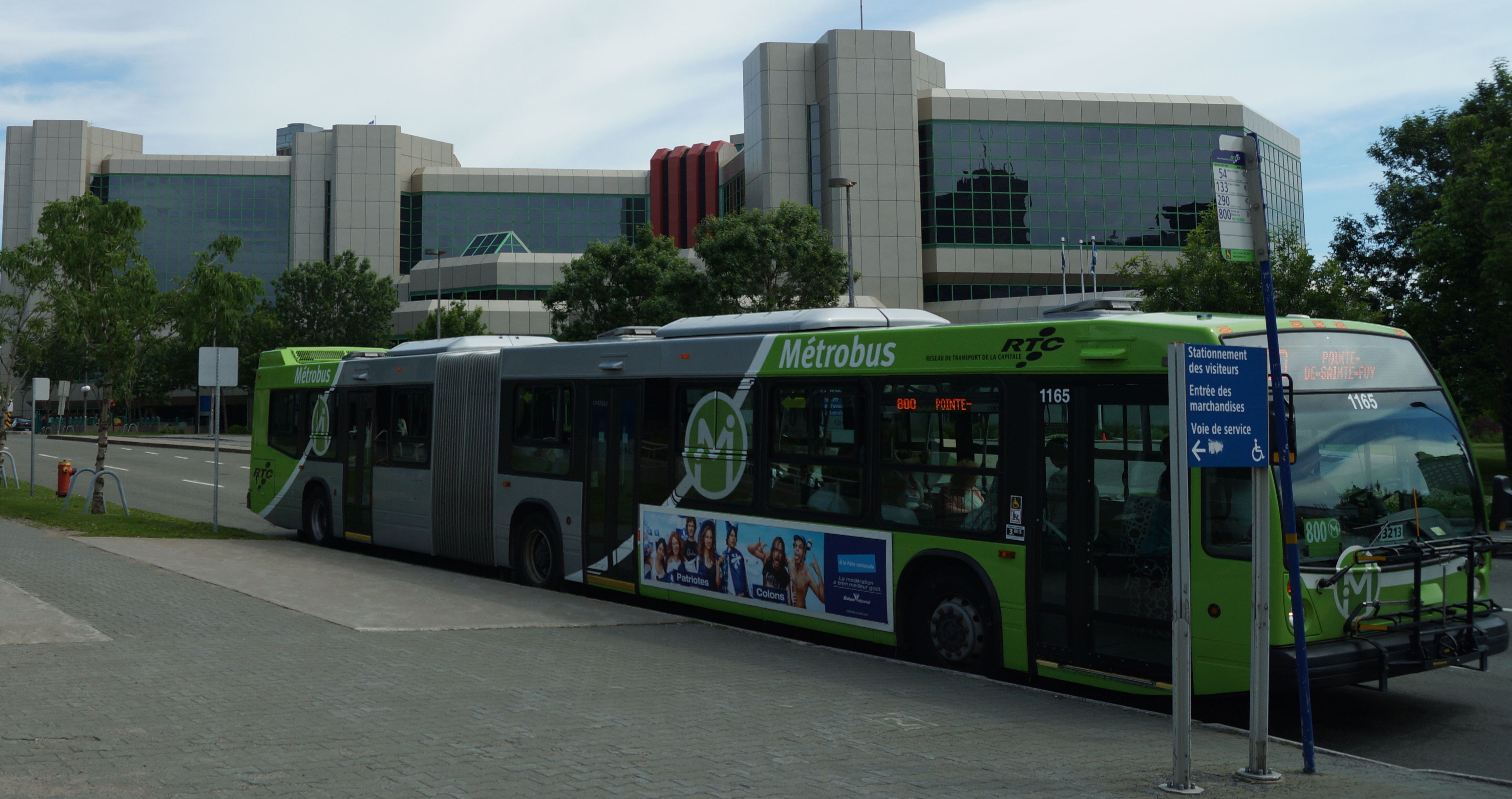
Nova LFS ARTIC (2009-...)

## Identité corporative

### Logo

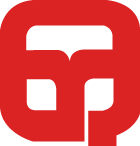
1971 à 2002
Depuis 2002

### Slogan
- 2010 - 2014 : Des solutions qui nous transportent
- Depuis 2015 : Allez-y pour le bus

## Statistiques
En date du 31 décembre 2022 :
- 1 689 employés
  - Personnel chauffeur : 957
  - Personnel de l'entretien : 352
  - Personnel administratif et de soutien : 3471
- 622 autobus
  - 231 autobus standards
  - 85 autobus articulés
  - 218 standards hybrides
  - 24 articulés hybrides
  - 64 midibus hybrides
- 23 stationnements incitatifs (Parc-O-Bus)
- 21 abribus tempérés
- 4 390 arrêts
  - 982 abribus
  - 21 stations tempérés
  - 9 terminus
- 868 km de réseau
- 65,5 km de voies réservées
- 170 parcours
- 4 114 départs par jour
- 27 507 042 km parcourus en 2022
- 24 239 512 M de passages en 2022

## Plans futurs
Il y a un projet de réseau de transport en commun qui pourrait être mis en service en 2026.
Il comprendra:
- 22 km de tramway.
- 17 km de trambus.
- 16 km de nouvelles voies réservées.
- Quatre pôles d'échanges et des liens mécaniques entre la basse ville et la haute ville.
- Deux nouveaux Métrobus 805 et 806